# Ранквіц
Ранквіц (нім. Rankwitz) — громада в Німеччині, розташована в землі Мекленбург-Передня Померанія. Входить до складу району Передня Померанія-Грайфсвальд. Складова частина об'єднання громад Узедом-Зюд.
Площа — 30,72 км2. Населення становить 549 ос. (станом на 31 грудня 2020).